# ان‌جی‌سی ۱۳۸
ان‌جی‌سی ۱۳۸ (به انگلیسی: NGC 138) یک کهکشان مارپیچی با قدر ظاهری ۱۴٫۸ است که در صورت فلکی ماهی قرار دارد.